# 石狩川橋梁
石狩川橋梁（いしかりがわきょうりょう）は、北海道札幌市北区と石狩郡当別町の境界を流れる石狩川に架かる北海道旅客鉄道（JR北海道）札沼線（学園都市線）の全長1064.1メートルの単線鉄道橋である。あいの里公園駅 - ロイズタウン駅間に位置する。札沼線建設時に架橋された初代の橋と、2001年（平成13年）から供用している2代の橋があり、いずれも形式はトラス橋である。

## 建設の背景
石狩川右岸地区では、明治時代末頃から住民からの鉄道への要望が高まり、私設鉄道の設立構想や国有鉄道の誘致などの運動が繰り広げられていた。札沼線沿線となる新十津川村在住の衆議院議員東武が衆議院予算委員長を務めていた際に、1925年（大正14年）の第51回帝国議会で8か年継続工事、総事業費651万円として採択に成功し、札沼線が建設されることになった。
札沼線の経路上にトンネルはなく、石狩平野の中を縦貫することから路盤工事は容易であり、起点の桑園駅から16.4キロメートルの地点で石狩川の河口から約14キロメートルの位置を渡る当橋梁が最大の橋となった。当時石狩川の河川改修が進行しており、この付近に残存する旧河川の状態や周辺地勢の状況から、橋の位置は自然とこの場所に決定されることになった。

## 初代橋梁

### 設計
札沼線の建設は、南側の桑園駅 - 中徳富駅（初代、のちの新十津川駅）間を4工区に、北側の石狩沼田駅 - 中徳富駅間を3工区に分割して実施された。石狩川橋梁は札幌側の4工区のうちの第2工区篠路 - 当別間に属した。
南側の4工区はすべて、伊藤亀太郎率いる伊藤組土建が受注し、このうち第2工区の請負金額は37万4000円で、工区主任を馬場大州と瀧田秀造が務めた。
架橋地点付近はおおむね平坦で、川の深さは左岸付近で2 - 3メートル程度、右岸側で4 - 6メートル程度であったが、出水のたびに多少の変化をきたしていた。架橋地点における川幅はもともと260メートル程度であったが、河川改修により堤防間の間隔は1,075メートルという長大なものになり、この治水計画に合わせて堤防間を橋とする計画になった。
1928年（昭和3年）1月から3月にかけてと、翌1929年（昭和4年）2月から5月にかけての2回にわたり、冬期の結氷を利用して川の中の地質調査を実施した。その結果、硬い岩盤には到達せず、砂と粘土の層があることが判明した。この結果、トラス橋部の橋脚を井筒工法で建設する方針となった。付近は北海道特有の泥炭層が広がっており、橋台や橋脚の施工に難渋を極めることになった。
堤防間の距離に対して、3種類の橋の架け方が比較検討された。いずれも上路プレートガーダー（鈑桁）と下路トラス（構桁）を組み合わせたものであった。比較の結果、工費がもっとも安い第1案が採用された。
| 案    | 鈑桁支間                     | 構桁支間 | 工費比較 |
| ----- | ---------------------------- | -------- | -------- |
| 第1案 | 9.8 m×4、22.3 m×34           | 62.4 m×4 | 最低     |
| 第2案 | 9.8 m×2、19.2 m×2、22.3 m×32 | 46.8 m×6 | 最高     |
| 第3案 | 9.8 m×2、22.3 m×36           | 46.8 m×5 | 中間     |

最終的な構造は、起点側から順に番号を振った橋脚番号で、第1号橋台から第2号橋脚までの2連が支間9.8メートル、第2号橋脚から第12号橋脚までの10連が支間22.3メートル、第12号橋脚から第16号橋脚までの4連がトラス桁の支間62.4メートル、第16号橋脚から第40号橋脚までの24連が支間22.3メートル、第40号橋脚から第2号橋台までの2連が支間9.8メートルとなった。全長は1,075メートルである。なお設計活荷重は、トラス桁がKS-15、プレートガーダーがKS-12である。トラス桁は石川島造船所製で1連あたり156トン、支間22.3メートルのプレートガーダーは1連あたり22.2トン、9.8メートルのプレートガーダーは1連あたり5.5トンで、これらもいずれも石川島造船所製である。
橋の高さは、当初は両側堤防の天端の高さで横断することを想定していたが、船舶航行の都合からトラス桁部分ではさらに1メートル高くして平時の水面まで10.4メートルの桁下高さを求められた。工費の節約との関係から、堤防を天端の高さで通過させることは変えず、両側のプレートガーダー部に勾配を付けてトラス桁に取り付く構成とした。この結果、プレートガーダー部には起点側で8パーミル、終点側では3.5パーミルの勾配が付けられており、また両側から堤防への取り付き部は14パーミルの勾配が付けられている。

### 橋脚工事
コンクリートの骨材となる砂利は、札幌付近の豊平川、砂川付近の石狩川、月形付近の石狩川、厚田付近の海岸などから採集され、砂は架橋地点より下流の石狩川から採集された。また鉄道省が請負人に支給したセメントは、江別駅付近の引き込み線を使って石狩川沿いの鉄道省倉庫に保存し、石狩川を舟で現場に輸送した。ただし冬期は川が氷結するため、冬期に使用する分のセメント他の材料類は現地倉庫で備蓄するようにした。
橋台や橋脚の多くは流水中ではないので、陸上で杭を打ち込んで支持してその上に構築する工事を行った。第17号から第20号の橋脚は、洪水時に大きな影響を受けると想定された場所であるため、特に深く基礎を構築した。第12号から第16号の5基の橋脚は、水深の深い水中での工事となり、またトラス桁を支える橋脚であるため、井筒基礎とし、その深さも20 - 26メートルと設計した。
1932年（昭和7年）2月28日に石狩川橋梁を含む札沼線第2工区の工事契約を結び、工事期間は26か月とされた。陸上部で工事ができる橋脚は1932年（昭和7年）中に工事を済ませ、井筒基礎を構築する橋脚は1933年（昭和8年）中の竣工を見込んだ。
1932年（昭和7年）4月に第1号橋台から着工し、順次第11号橋脚まで建設を進めて8月中に左岸側を完成させた。右岸側は5月に第17号橋脚から着手し第2号橋台に向けて進め、10月にすべて竣工し、川の中の井筒基礎以外の部分が完成した。軟粘土中に杭を打つ際には、地質不良のためいったん打ち込んだ杭が後で浮き上がってくることがあり、何度も打ち直しを強いられた。また橋脚本体のコンクリートを打設した後若干の沈下が発生したため、さらに調整が必要となった。一部で出水の影響を受けたものの、おおむね順調な工事で、実際の地質に合わせて基礎を増やしたり減らしたりしたため、請負金額に対して13,785.3円の増額となった。
水中部の井筒工事は、第12号から第14号の橋脚については予定通りに施工を進め、1933年（昭和8年）10月中に完成した。水中の地質は、陸上部に比べて堅い粘土層で支持力が大きく、設計よりも井筒の深さを減らすことにした。1933年（昭和8年）8月頃に出水があり、第12号から第14号の橋脚については被害を受けつつも数十日程度の遅延で済んだが、第15号・第16号の橋脚については材料の流失や井筒の傾倒など大きな被害を受けた。第16号橋脚の井筒は傾いたのち、いったんは補修して水平に戻したが、再度の出水により35日に渡り工事が中断され、平水位に復してからも水面下に井筒が没している状態となって工事継続が不能となった。チェーンブロックを用いて水面上まで引き戻して残りの工事を再開したが、傾斜については完全に修正することができず、傾いたままとなった。また、第15号・第16号橋脚については井筒の沈下に際して内部で水が止まらなくなり、周囲に粘土を充填したり、レールやシートパイルの打ち込みをしたりして防水に努めたが、防水が困難であると判断され、水中で残りの工事を行うことも困難であったため、確実を期して潜函（ニューマチックケーソン）に変更された。そのためにこの2本の井筒の残り18メートルの沈下は、潜函工事に経験がある白石基礎工業に対して下請けに出されて完成した。潜函は当時としてはまだ新しい工法であり、多くの学者や技術者が見学に来ることになった。水中部の橋脚工事については、設計変更により請負金額に対して22,420.15円の減額となった。
橋脚工事全体としては、請負金額は209,372.72円であったが、設計変更で8,634.85円の減額となった。実際には、請負業者は280,183.06円を支出しており、請負金額を70,811.34円超えることになり、請負業者が34パーセントあまりの赤字を負担する結果となった。これは工事中の出水によって大きな被害が出たことや、地質上の理由により途中で潜函工法に切り替えが発生したことが原因であった。橋脚工事の竣工もまた、当初の予定に比べて約100日の遅延となった。もっとも遅れた第16号橋脚の完成を持って、1934年（昭和9年）8月5日に下部工事が竣工した。一方で工事中に死者はなく、10日以上の治療を要する負傷者も12名に留まった。

### 橋桁架設工事

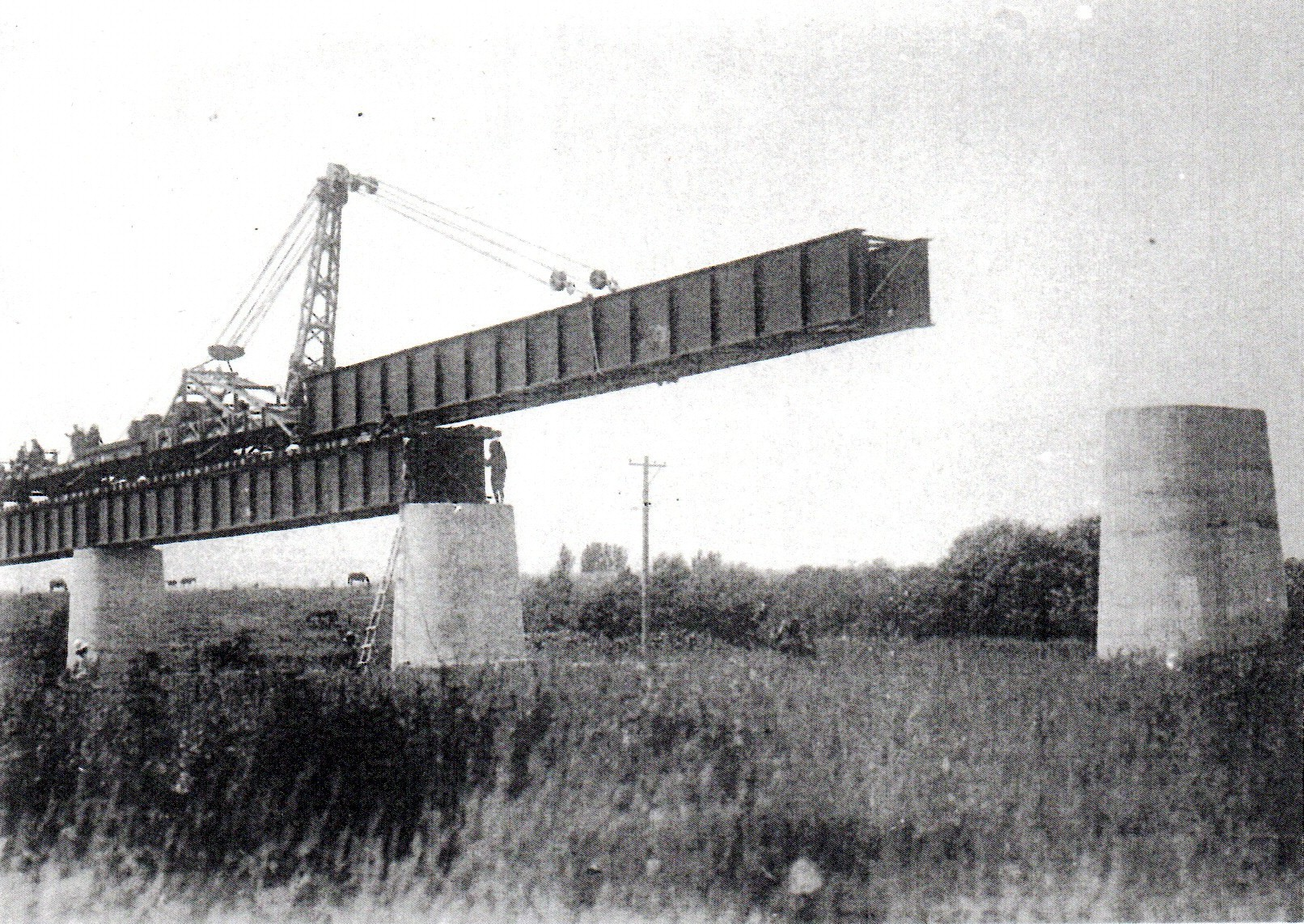
プレートガーダー設置工事

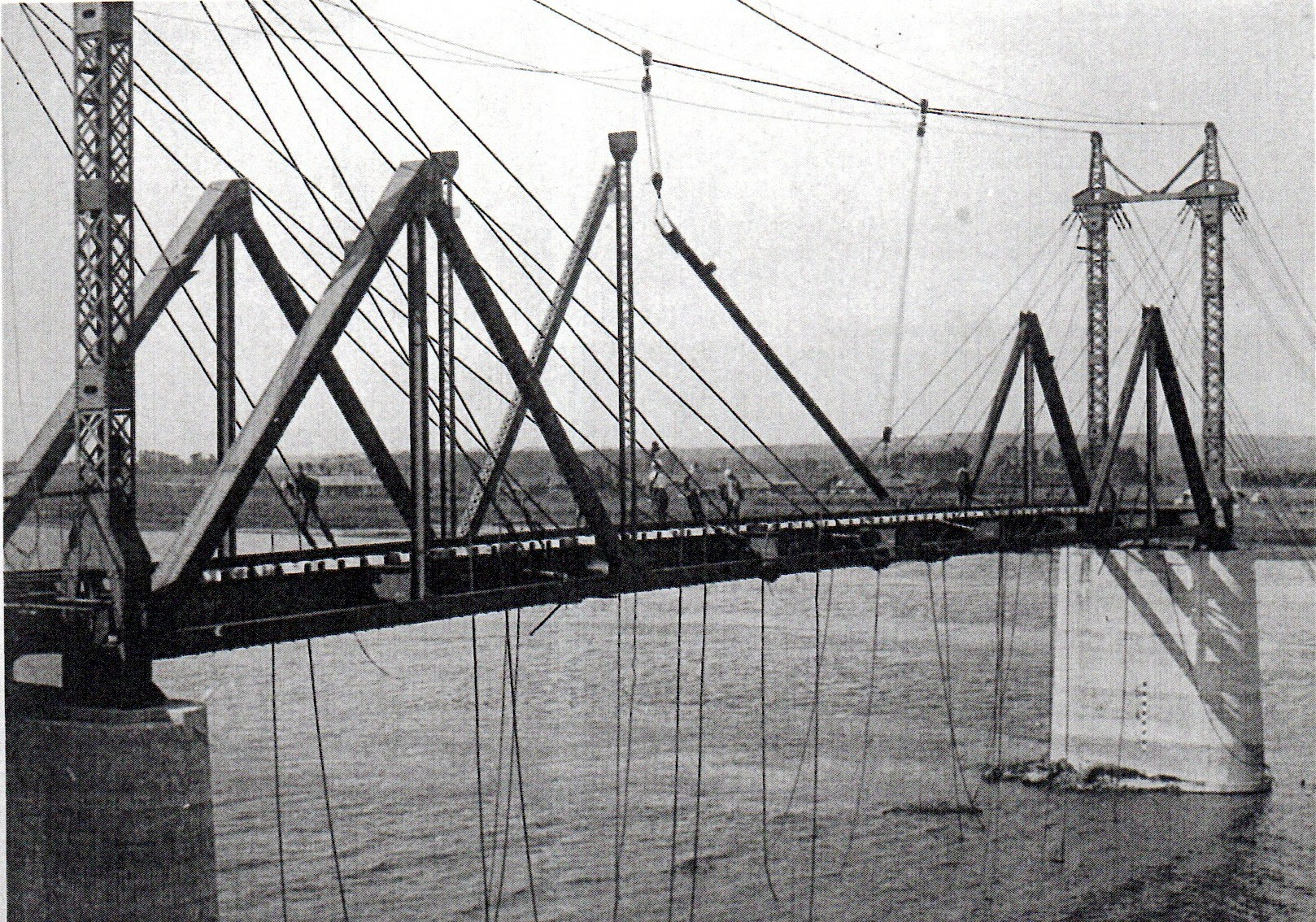
トラス桁組み立て工事

橋脚の工事が続いている1933年（昭和8年）12月23日に、橋桁の架設工事も同じ伊藤組土建の手によって開始された。
プレートガーダー部の架設では、貨車の上に簡易クレーンを搭載して、クレーンによって橋桁を吊り上げて架設する工法が採用された。長物車2両と土運車1両からなる3両編成を機関車で推進するようにし、この貨車の上に桑園駅構内にてクレーンを設置した。架設する橋桁は篠路駅構内で組み立て、鉄製のトロリーに搭載して架設工事現場に搬入し、クレーンで架設工事を行うようにした。1934年（昭和9年）7月12日から試運転として1連の試験的架設を行い、翌13日には2連、14日には3連、15日には4連と、22.3メートル桁10連を4日間で架設した。
トラス桁の部品は1934年（昭和9年）3月上旬から下旬にかけて到着し、既に敷設が完了していた線路を利用して運搬して、石狩川橋梁手前の置き場に集積した。トラス桁の組み立てについては、石狩川では融雪期にも夏から秋にかけての洪水期にも水位が高いことから、吊足場式架設法（ケーブルエレクション工法）を採用した。架設するトラス桁の両側の橋脚上に鉄塔を立てて、そこからワイヤーで下弦材を引っ張って支えることで、足場なしに部品の組み立てを進めるものである。7月末から第1連目の組み立てを始め、8月中旬から第2連目、9月半ばに第3連目、そして10月初頭に第4連目と順次組み立てを進めた。仮設していた運搬用ワイヤー類、鉄塔類などの撤去まで含めて、11月1日にトラス桁の架設工事を完了した。
トラス桁を過ぎて最初のプレートガーダーについては、簡易クレーンを用いる工法ではトラス桁上でブームの高さがトラス桁に干渉してしまうため、ケーブルを用いて架設する工法を取った。これ以降は、10月23日から順次簡易クレーンによる架設を進め、10月27日には1日に5連を架設する記録を達成した。
架設工事は1934年（昭和9年）11月10日に竣工した。架設工事の請負金額は51,948.24円で、別途鉄道省で調達した材料類の費用が236,493.47円であった。このうち、支間22.3メートルのプレートガーダーは1連あたり3,313円、支間9.8メートルのプレートガーダーは1連あたり842円、支間62.4メートルのトラス桁は1連あたり25,888円であった。橋桁架設工事においても、作業中の死者はなかった。

### 開通
1934年（昭和9年）11月20日に札沼南線として桑園駅 - 石狩当別駅（現：当別駅）間が開通し、本橋梁も供用を開始した。開通時点で、日本の鉄道省線の橋梁としては、北海道内最長であり、国内でも羽越本線阿賀野川橋梁（1,242メートル）、東海道本線天竜川橋梁（1,202メートル）に次いで、3番目に長い橋であった。

## 2代橋梁

### 改築の背景
石狩川下流部では、1961年（昭和36年）から計4回の洪水が発生しており、特に1981年（昭和56年）8月に発生した洪水は甚大な被害をもたらした。石狩川橋梁付近における流下能力は毎秒8,500立方メートルであり、この1981年の洪水に対応できる、150年確率の毎秒15,000立方メートルの流下能力を確保するために河川改修を実施することになった。これに伴い、河川の掘削（浚渫）を順次実施していたが、石狩川橋梁の上下流約500メートルの範囲については、橋脚の洗堀被害を防止するために未浚渫のままであった。最終的に計画される断面で橋付近の浚渫を行うと、第17橋脚から第24橋脚までの計8本の橋脚について、基礎の根入れが不十分となるか、あるいは基礎杭が河床面より上に出てしまうこととなり、橋の改良工事が不可欠であった。

### 設計
札沼線は、沿線での大規模宅地開発などを受けて、1993年度（平成5年度）から八軒駅からあいの里教育大駅までの間で複線化事業を実施していた。石狩川橋梁はこの範囲外であるが、将来的な複線化の可能性について検討を実施した。複線化後、あいの里公園駅までの区間では最大で毎時7本の列車運転となるが、あいの里公園駅から当別駅までは将来人口予測を考慮しても毎時4本の現行計画で十分であり、仮に将来増発したとしても交換設備を増設すれば単線のままで毎時7本までは増発できると見込まれた。このため交換設備の方が複線橋梁より経済的に有利であるとして、2代橋梁も単線橋梁として建設することになった。
橋梁の形式については、トラス橋案とPC斜張橋案が比較検討され、トラス橋案が選択された。設計活荷重はEA-15である。径間割については、河川側の条件で最低1スパンは150メートル以上を求められ、また河川構造令による基準径間の条件から各径間とも110メートルを確保することになり、結果的に起点側が110メートル×3の3径間連続トラス桁（有道床式）、中央が124.1メートル、150メートル、124.1メートルの3径間連続トラス桁（鋼直結軌道式）、終点側が110メートル×3の3径間連続トラス桁（鋼直結軌道式）となった。橋の起点方では民家が橋に近接するため、騒音レベルを抑えるために起点側のトラス桁については有道床式トラス桁を採用した。鋼橋設計標準から主桁中心間隔は径間の20分の1とすることになり、両側が5.5メートル、中央が7.5メートルである。上部工の総重量は4,810トンとなった。全長は1064.1メートルである。最大支間長の150メートルは、建設時点でトラス桁としてJR在来線の最長記録である。
下部工は杭基礎、ニューマチックケーソン、連壁剛体基礎、鋼管矢板井筒基礎、直接基礎の5種類を比較検討し、橋台を杭基礎、橋脚のうち支持層が浅いもの（第1 - 第4橋脚）については直接基礎、支持層が深いもの（第5 - 第8橋脚）については鋼管矢板井筒基礎を選択した。従来の橋で橋脚が41基あったのに対して、新しい橋は8基となり、河川の流れをより阻害しない構造となった。このうち、第2橋脚から第5橋脚までの間が河川部である。なお、2代橋梁は旧橋梁に対して約40メートル上流に架設されることになった。
初代橋梁は、風速20 m/sで速度規制、25 m/sで運転中止とされる早め規制区間であったために、強風による運転規制がしばしば発生しており、列車の遅延や運休につながっていた。2年間にわたる風向・風速の観測の結果、強風時の風向はほとんどが下流側から（20 m/s以上の風の97.8パーセントが下流側から）であることが判明し、2代橋梁では下流側に防風柵を設置して、下流側（北西側）からの風に対しては一般区間（風速30 m/sで運転中止）に運転規制を緩和することになった。

### 建設
1997年（平成9年）12月18日に石狩川橋梁改築工事の安全祈願祭が実施され、改築工事が開始された。
橋梁の前後の取り付け部は盛土を行ったが、圧密沈下を起こす軟弱地盤が厚く分布している地帯であり、1998年（平成10年）9月から1999年（平成11年）8月にかけて地盤改良工事が実施された。取り付け部は半径800メートルのS字曲線で新設橋梁につなぐが、現在線と新設線の間に北海道電力の送電鉄塔を挟むことになった。計画する盛土の高さを5メートルとして検討した結果、施工性と経済性の点から生石灰パイル工法による補強を行うことにしたが、鉄塔など近接構造物への影響低減と高圧送電線下での制限を考慮し、鉄塔・送電線周辺では深層混合処理工法（セメント系改良材）を採用することになった。
トラスの架設については、河川部ではトラス主構上に450トンメートルの能力を持つ全旋回型トラベラークレーンを載せて架設するトラベラークレーン・ベント工法を、陸上部ではクローラクレーン・ベント工法を採用した。例えば中央の3径間連続トラスでは、第5橋脚から第6橋脚の間は陸上部であり、間に4か所のベント（支柱）を仮設して、クローラクレーンで第6橋脚側から順次トラス桁の組み立てを行い、第5橋脚までトラス桁が到達した後、トラス主構上にトラベラークレーンを組み立てた。河川部となる第3橋脚から第5橋脚の間は、各橋脚間に2か所ずつのベントを立てて、トラベラークレーンによって橋から順にトラス桁を組み立てていった。
組み立て途中にトラス桁の張り出しが大きくなると、トラベラークレーンを積載することによるトラス桁部材に発生する軸力が、完成時の軸力を超えてしまう可能性があった。このため架設時の一時的な対応として鋼管を用いた座屈防止材を必要な個所に設置した。また架設時の荷重により、トラス桁が横倒れする方向に大きな変形を起こして不安定となる試算であったため、斜材に剛性確保と形状保持のための補強対傾構を鋼管で設置した。座屈防止材、補強対傾構ともに、橋の完成後に撤去した。

### 完成と運用
2001年（平成13年）10月18日に橋の上で国土交通省・当別町長・JR関係者などが出席してレール締結式が実施され、橋が完成した。翌10月19日に2代橋梁が供用を開始した。総工費は約135億円である。
前述のように、2代橋梁では下流側に防風柵が設置されたため、輸送障害頻度は減少した。ところが、柵設置前は20 m/s以上の風の97.8パーセントが下流側から吹いていたのに対して、柵設置後は71.1パーセントに減少し、上流側からの風が増える結果となった。このため依然として上流側からの強風による輸送障害が発生していたことから、2012年（平成24年）6月の札沼線電化開業を前により一層の安定輸送を図るため、2011年度（平成23年度）に橋梁の上流側および橋梁前後の盛土区間にも防風柵を設置し、風向に拠らず運転規制の種別を一般区間と扱うこととなった。

## 年表
- 1933年（昭和8年）
  - 2月28日：石狩川橋梁を含む札沼線第2工区工事契約締結[26]。
  - 4月：橋脚工事着手[14]。
  - 12月23日：桁架設工事着手[13]。
- 1934年（昭和9年）
  - 7月15日：桑園方プレートガーダー部架設完了[34]。
  - 8月5日：橋脚工事竣工[31]。
  - 11月1日:トラス桁架設完了[39]。
  - 11月10日：架設工事竣工[13]。
  - 11月20日：札沼線開通[15]。
- 1997年（平成9年）12月18日：石狩川橋梁改築工事安全祈願祭[2]。
- 2001年（平成13年）
  - 10月18日：橋梁上でレール締結式を実施[3]。
  - 10月19日：2代橋梁の供用開始[4]。
- 2011年度（平成23年度）：上流側に防風柵を増設[47]。
- 2021年（令和3年）10月29日：橋梁の部材が一部外れる事象が発生する[53]。